# Horodenka Zawod
Horodenka Zawod (ukr. Городенка-Завод, ros. Городенка-Завод) – stacja kolejowa w miejscowości Horodenka, w rejonie kołomyjskim, w obwodzie iwanofrankiwskim, na Ukrainie.
Stacja istniała przed II wojną światową. Nosiła wówczas nazwę Jakubówka.